# Irtysz Pawłodar
Irtysz Pawłodar (kaz.: Ертіс Павлодар Футбол Клубы, Jertys Pawłodar Futboł Kłuby; ros.: Иртыш Павлодар) – kazachski klub piłkarski z siedzibą w Pawłodarze, grający w kazachskiej Byrynszy liga.

## Historia
Chronologia nazw:
- 1965–1967: Irtysz Pawłodar (ros. Иртыш Павлодар; kaz. Ертіс Павлодар)
- 1968–1992: Traktor Pawłodar (ros. Трактор Павлодар; kaz. Трақтор Павлодар)
- 1993–1995: Ansat Pawłodar (ros. Ансат Павлодар; kaz. Ансат Павлодар)
- 1996–1998: Irtysz Pawłodar (ros. Иртыш Павлодар; kaz. Ертіс Павлодар)
- 1999: Irtysz-Bastau Pawłodar (ros. Иртыш-Бастау Павлодар; kaz. Ертіс-Бастау Павлодар)
- Od 2000: Irtysz Pawłodar (ros. Иртыш Павлодар; kaz. Ертіс Павлодар)

Klub założony został w 1965 roku jako Irtysz Pawłodar (Jertys Pawłodar) i debiutował w Klasie B, strefie 6 Mistrzostw ZSRR. W 1968 zmienił nazwę na Traktor Pawłodar. W 1970 w wyniku kolejnej reorganizacji systemu lig ZSRR spadł do Klasy B, strefy kazachskiej. Od 1971 ponownie startował we Wtoroj Lidze, strefie 5, w której występował do 1991, z wyjątkiem 1972, kiedy nie występował w rozgrywkach profesjonalnych oraz sezonów 1979 i 1981, kiedy grał w Pierwoj Lidze.
Po uzyskaniu przez Kazachstan niepodległości w 1992 debiutował w Wysszej Lidze. Od 1993 nazywał się najpierw Ansat Pawłodar, a od 1996 Irtysz Pawłodar. Od czasu utworzenia ligi w Kazachstanie klub jest najbardziej utytułowanym klubem. Pięciokrotnie zdobywał mistrzostwo kraju, a także w każdym z tych przypadków uczestniczył w Azjatyckiej Lidze Mistrzów. W 2001 dotarł do półfinału tych rozgrywek.

## Sukcesy
- Pierwaja Liga ZSRR: 21. miejsce (1979, 1981)
- Puchar ZSRR: 1/8 finału (1988/89)
- Mistrzostwo Kazachskiej SRR: mistrz (1969, 1973, 1978, 1980, 1988, 1989)
- Puchar Kazachskiej SRR: zdobywca (1988)
- Priemjer-Liga:
  - mistrz (1993, 1997, 1999, 2002, 2003)
  - wicemistrz (1994, 1996, 2004)
  - 3. miejsce (1992, 1998, 2000, 2008, 2010)
- Puchar Kazachstanu:
  - zdobywca (1998)
  - finalista (2000/01, 2002)
- Azjatycka Liga Mistrzów: półfinał (2001)

## Europejskie puchary
Legenda do wszystkich tabel:
- Q – runda eliminacyjna, 1/16, 1/8, 1/4, 1/2 – odpowiednia faza rozgrywek, Grupa – runda grupowa, 1r gr – pierwsza runda grupowa, 2r gr – druga runda grupowa, F – finał, R – runda, PO – play-off
- k. – rzuty karne, los. – losowanie, Dogr. – dogrywka, w. – zasada bramek strzelonych na wyjeździe

| Sezon   | Rozgrywki     | Runda | Przeciwnik            | Dom | Wyjazd | Ogólnie |
| ------- | ------------- | ----- | --------------------- | --- | ------ | ------- |
| 2003/04 | Liga Mistrzów | 1Q    | Omonia Nikozja        | 1–2 | 0–0    | 1–2     |
| 2009/10 | Liga Europy   | 1Q    | Szombathelyi Haladás  | 2–1 | 0–1    | 2–2, w. |
| 2011/12 | Liga Europy   | 1Q    | Jagiellonia Białystok | 2–0 | 0–1    | 2–1     |
| 2011/12 | Liga Europy   | 2Q    | Metalurgi Rustawi     | 0–2 | 1–1    | 1–3     |
| 2013/14 | Liga Europy   | 1Q    | Lewski Sofia          | 2–0 | 0–0    | 2–0     |
| 2013/14 | Liga Europy   | 2Q    | NK Široki Brijeg      | 3–2 | 0–2    | 3–4     |
| 2017/18 | Liga Europy   | 1Q    | Dunaw Ruse            | 1–0 | 2–0    | 3–0     |
| 2017/18 | Liga Europy   | 2Q    | Crvena zvezda         | 1–1 | 0–2    | 1–3     |
| 2018/19 | Liga Europy   | 1Q    | Trakai                | 0–1 | 0–0    | 0–1     |